# 로뮬런

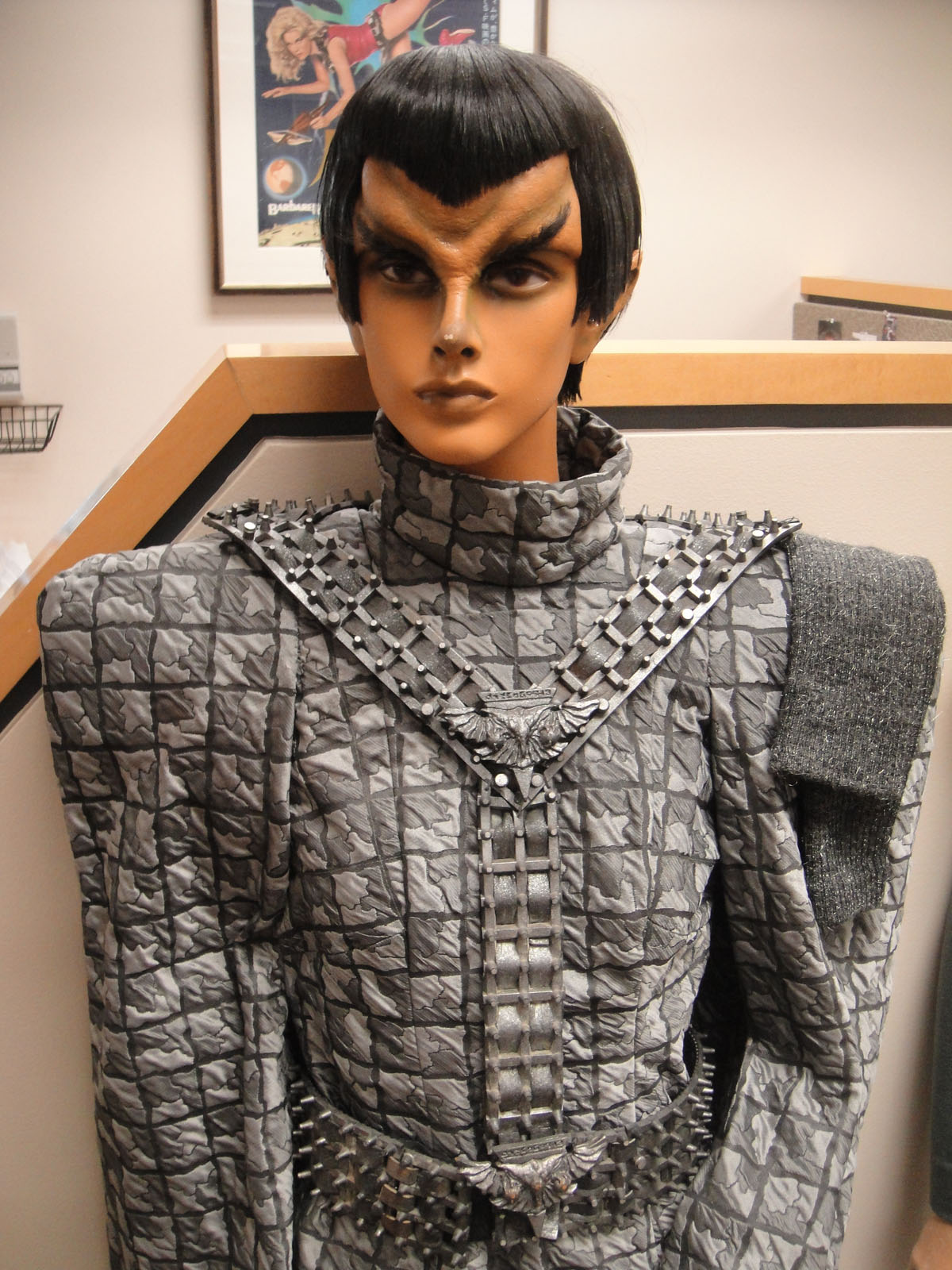
스타트렉 로뮬런 마네킹

로뮬런(영어: Romulan)은 SF 드라마 · 영화 《스타 트렉 시리즈》에 등장하는 가공의 휴머노이드 형 외계인이다. 행성 연방, 클링온 제국에 인접한 베타 우주 공간에 있는 성간 국가 중 하나인 로뮬런 제국 (Romulan Star Empire)을 지배하고 있다.
5세기경 벌컨에서, 벌컨(Vulcan)은 두 파로 나뉘었고, 내전을 겪었는데, 한쪽은 이성을 중시했고, 다른 한쪽은 감성을 중시했다. 이때 감성을 중시하는 벌컨들이 벌컨을 떠나 다른 행성에 정착하는데, 이것이 로뮬런 제국 (Romulan Star Empire)의 모태가 된다.
22세기 중반에는 유나이티드 어스(United Earth)와의 전투가 있었는데, 이때 유나이티드 어스(이후의 연방)와 로뮬런 제국 경계에 중립지대가 설정되었다.
2387년에는 로뮬런 제국의 모행성인 로뮬러스가 부근의 초신성에 의해 파괴되면서 많은 로뮬런이 사망했고, 생존한 로뮬런들은 여러 곳으로 흩어져야 했다.
2409년에는 살아남은 로뮬런들의 일부가 D'Tan의 주도로 뉴 로뮬러스(New Romulus) 행성에 정착하여 그 도시인 Mol'Rihan을 수도로 선포했고, 곧이어 로뮬런 공화국(The Romulan Republic)이 수립된다. 이와 반대로 로뮬런 제국은 2394년, 래터 3 행성을 새로운 수도로 선포하였다. 로뮬런 공화국은 그들의 적인, 로뮬런 제국의 정보기관 탈 시야(Tal Shiar)와 엘라치(Elachi)와 맞서 싸우고 있다.

## 로뮬런 제국
로뮬런 제국, 즉 로뮬런 스타 엠파이어(Romulan Star Empire)는 5세기경 감성을 중시했던 벌컨 무리들에 의해 로뮬러스(Romulus)를 수도 행성으로 하여 건국되었다. 제국이지만 원로원이 있으며, 이 원로원에서 정책을 결정한다. 모티브는 고대 로마 제국이다.
클로킹 기술(Cloaking Technology)을 개발하는 데 성공했고, 주 함선은 워버드(Warbird)이다. 주 무기는 디스럽터 빔(Disruptor)이다. 2387년에 로뮬러스가 파괴되면서 멸망의 위기에 처했으나 5년 뒤인 2394년 래터(Rator 3; Rator III)를 새로운 모행성으로 하여 재건했다. 정보기관으로 탈 시야(Tal Shiar)가 있다.
기함은 시미터급 드레드노트함 I.R.W. 리흐발(I.R.W. Leahval) 호와 전투순양함 I.R.W. 크니알(I.R.W. Khnial) 호이다. 이외에도 수십 척의 드레드노트함이 있는데, I.R.W. 샴쉬르(I.R.W. Shamshir), I.R.W. 잠비야(I.R.W. Jambiya), I.R.W. 코피스(I.R.W. Khopesh), I.R.W. 후크 세이버(I.R.W. Hook Saber), I.R.W. 킬리지(I.R.W. Kilij) 등이 있다.

## 로뮬런 공화국
로뮬런 공화국은 D'Tan을 수장으로 하는 공화제의 국가로, 로뮬러스가 파괴된 이후 뿔뿔이 흩어져 있던 로뮬런들이 D'Tan의 주도로 뉴 로뮬러스(New Romulus,로뮬런 어("Rihannsu")로는 Mol'Rihan) 행성을 수도 행성으로 하여 건국되었다. 주 무기는 디스럽터-플라즈마 하이브리드 빔이다.
신생 국가이기 때문에 연방 및 클링온 제국으로부터 도움을 받고 있으며, 또한 동시에 무력으로 구 로뮬런 제국 시대(2387년 이전)의 영광을 되찾고자 하는 로뮬런 우주 제국의 정보기관 탈 시야(Tal Shiar) 함대와 그들과의 동맹을 맺고 있는 정체불명의 이족 보행 인류형 종족 엘라치(Elachi)와 맞서 싸우고 있다.
뉴 로뮬러스 행성에서 아이코니안 게이트웨이가 1기 발견되었으며, 가동 시도를 했으나 실패, 화산 폭발 및 지진 횟수가 급격히 증가해 곤혹을 겪었다. 거기에 게이트웨이를 비활성화시키는 과정에서 엘라치(Elachi) 종족이 실은 로뮬런들이 변형된 종족임이 밝혀졌다. 엘라치 종족은 독립 로뮬런 거주지인 비리낫(Virinat) 행성이 탈 시야-엘라치 동맹 함대의 공격을 받으면서 알려졌다.
기함은 팰치온급 드레드노트 워버드(Falchion Warbird)인 R.R.W. Lleiset(R.R.W. 렐리셋; 로뮬런 어로 '자유'를 뜻함)이다.

## 코왓 밀랏
코왓 밀랏(Qowat Milat)은 고대 로뮬란(ancient Romulan)의 종파(sect)를 가리킨다. 후날(3088년경 전후)의 미래에 벌컨과 로뮬런의 재통합(re-unified)으로 니바르(Ni'Var)가 탄생하고 니바르공화국에서 샬랑크카이(shlalankhkai)라는 변호인이자 중재자로 변호권과 중재권 자격을 가진 단체로서 대우받는다. 3188년경의 니바르 대통령 트리나(T'Rina)의 언급에 따르면 이들은 절대적 솔직함의 가르침을 믿고 따르며 이에 죽음도 불사하는 것으로 알려져있다.

## 같이 보기
- 티칼인켓T'Kal-in-ket)